# Texas Cannonball
Texas Cannonball — студійний альбом американського блюзового музиканта Фредді Кінга, випущений у 1972 році лейблом Shelter.

## Опис
Цей альбом досить схожий на попередній його альбом на Shelter (Getting Ready…), однак має більше рок-звучання. Основною причиною цього став вибір матерілу та продюсування. Окрім кавер-версій Хауліна Вульфа і Елмора Джеймса, альбом також включає пісні Леона Расселла, і, що несподівано, Білла Візерса, Айзека Хейза-Девіда Портера та Джона Фогерті (чия «Lodi» була перероблена як «Lowdown in Lodi»). Кінг написав лише одну власну пісню для цього альбому.
Перші 5 пісень були записані на студії Ardent Studios в Мемфісі, Теннессі, інші 5 — на Skyhill Studios в Лос-Анджелесі, Каліфорнія.

## Список композицій
1. «Lowdown In Lodi» (Джон Фогерті) — 3:06
2. «Reconsider Baby» (Лоуелл Фулсон) — 3:57
3. «Big Legged Woman» (Чак Блеквелл, Леон Расселл) — 3:52
4. «Me and My Guitar» (Чак Блеквелл, Леон Расселл) — 4:02
5. «I'd Rather Be Blind» (Леон Расселл) — 4:42
6. «Can't Trust Your Neighbor» (Айзек Хейз, Девід Портер) — 3:54
7. «You Was Wrong» (Фредді Кінг) — 3:45
8. «How Many More Years» (Честер Бернетт) — 3:25
9. «Ain't No Sunshine» (Білл Візерс) — 3:14
10. «The Sky Is Crying» (Кларенс Льюїс, Елмор Джеймс, Боббі Робінсон) — 3:24

## Учасники запису
- Фредді Кінг — гітара, вокал
- Дон Престон — гітара
- Леон Расселл — фортепіано, орган, слайд-гітара (6—10)
- Джон Геллі (1—5) — орган
- Карл Редл (1—5), Дак Данн (6—10) — бас-гітара
- Чак Блеквелл (1—5), Джим Гордон (1—5), Ел Джексон (6—10) — ударні

Технічний персонал
- Леон Расселл — продюсер
- Денні Корделл — продюсер (6—10)
- Джон Фрай (1—5), Пітер Ніколіс (6—10) — інженер
- Джим Франклін — обкладинка [малюнок і дизайн]